# La crociata
La crociata (La Croisade) è un film del 2021 scritto e diretto da Louis Garrel.

## Trama
Abel e Marianne scoprono che il figlio Joseph ha rubato degli oggetti di valore per finanziare, insieme ad altri bambini, un misterioso progetto finalizzato a salvare il mondo dalla crisi ecologica.

## Promozione
Il primo trailer del film è uscito il 10 luglio 2021.

## Distribuzione
La pellicola è stata presentata in anteprima al Festival di Cannes il 12 luglio 2021, mentre la distribuzione nelle sale francesi è prevista per il 22 dicembre 2021. In Italia, il film è uscito il 5 gennaio 2022.